# Leopold Moons
Leopold Moons (Zolder, 30 mei 1913 - Hasselt, 19 april 1945) was een Belgisch politicus en ambtenaar die tijdens de Tweede Wereldoorlog een prominente rol speelde in Koersel, een deelgemeente van Beringen in de provincie Limburg.

## Oorlogsburgemeester van Koersel
Tijdens de Duitse bezetting werd Leopold Moons in 1941 benoemd tot oorlogsburgemeester van Koersel. Hij was lid van het Vlaams Nationaal Verbond (VNV), een partij die collaboreerde met de Duitse bezetter. Zijn benoeming en politieke affiliatie plaatsen hem in de context van lokale bestuurders die tijdens de oorlog actief samenwerkten met het naziregime.

## Na de bevrijding
Na de bevrijding van België in 1944 werden veel collaborerende bestuurders vervolgd. Leopold Moons werd op 19 juli 1945 in Hasselt geëxecuteerd wegens zijn collaboratie met de Duitse bezetter. Hij was een van de twaalf Belgische oorlogsburgemeesters die na de oorlog ter dood werden gebracht.

## Persoonlijke achtergrond
Leopold Moons was gehuwd met Anna Maria Leonarda Stokmans en woonde in Koersel.